# Niall Ferguson
Niall Ferguson (født 18. april 1964 i Glasgow) er tidligere professor ved Harvard University, en skotsk historiker og forfatter, som i 1997 udgav Virtual History. En kontrafaktisk historisk bog, som kendetegner begyndelsen på den seriøse kontrafaktiske historiske genre.
Han er kendt for sine provokerende udtalelser indenfor økonomi- og finansielle emner. Han har haft tv-progammer på bl.a. Channel 4 og skrevet klummer i Time Magazine og Newsweek.

1. ↑  Navnet er anført på engelsk og stammer fra Wikidata hvor navnet endnu ikke findes på dansk.
2. ↑  Navnet er anført på engelsk og stammer fra Wikidata hvor navnet endnu ikke findes på dansk.